# باشگاه فوتبال راسینگ سانتاندر
باشگاه فوتبال راسینگ سانتاندر (به اسپانیایی: Racing de Santander) باشگاه فوتبال اسپانیایی است که در شهر سانتاندر قرار دارد و هم‌اکنون در دسته دوم لالیگا بازی میکند.
این باشگاه در سال ۱۹۱۳ تأسیس شده‌است.